# Wojaczek (film)
Wojaczek è un film del 1999 diretto da Lech Majewski, che racconta la vita di Rafał Wojaczek.